# 蒸发

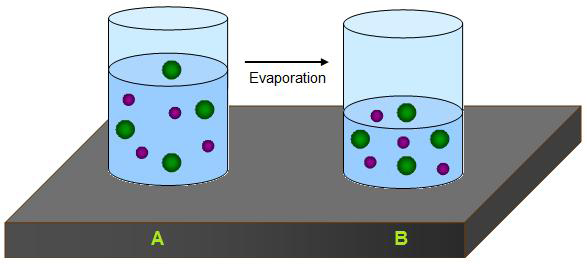
溶剂蒸发后溶质浓度会提高

蒸發 （英語：evaporation）是由於液體分子互相碰撞以及從環境中得到熱能補充（假設溫度不變，液體與環境處於熱平衡狀態），有些少數具有足夠動能且位於液體表面的分子，能擺脫分子間作用力而變成氣態從液體中逃逸出去的現象。蒸發僅限於液体表面汽化的过程，與另一汽化過程「沸腾」不同的是，蒸發只會發生於液體的表面，而且可在任何溫度發生。
在自然界中，蒸發是水循環的重要途径，太陽的能量使海洋、湖泊、泥土中的水分蒸發，形成雲。在水文學中，蒸發和蒸騰（植物葉片氣孔中水分的蒸發）合稱蒸散。在工业生产中，有的液体在沸点或低于沸点时会氧化或分解，需要进行减压蒸发（真空蒸发）。
在蒸发時，液体表面會有數個平均自由程的蒸氣薄膜，稱為克努森層。

## 影响因素
蒸发的速度取决于多种因素：
- 物質的溫度：物質的溫度愈高，蒸發愈快。
- 濕度：空氣的濕度愈高，蒸發愈慢。
- 氣壓：在氣壓較低或較少的地方，由於施於物質表面的力較小，粒子較容易逃逸，因此蒸發速率較高。
- 密度：物質的密度愈高，蒸發愈慢。
- 表面積：物質的表面積愈大，愈多粒子能從物質表面逃逸出去，因此蒸發愈快。
- 空氣流動速度：由於流動的空氣使流體與蒸發物質之間保持著較大的濃度差距，因此流動速度愈高，蒸發愈快。
- 蒸發物質中雜質濃度：若蒸發物質中存在其他雜質，蒸發會較慢。
- 空氣中其他物質的濃度：若空氣中已經充斥著其他已飽和物質，蒸發會較慢。
- 空氣中是否已有其他物質在蒸發。若空氣中已有一物質在蒸發，另一物質會蒸發得較慢。

## 應用
乾衣機利用蒸發的原理，將熱空氣送進衣物裡，使水分子高速從衣物表面逃逸。